# Oliver Svendsen (Rennfahrer)
Oliver Svendsen (* 3. Februar 2004 in Silkeborg) ist ein dänischer Motorradrennfahrer.

## Erfolge
- 2024 – IDM-Supersport-300-Meister

## Statistik

### In der Supersport-300-Weltmeisterschaft
(Stand: Saisonende 2024)
| Saison | Team                          | Motorrad     | Rennen | Siege | Zweiter | Dritter | Poles | Schn. Runden | Punkte | Ergebnis |
| ------ | ----------------------------- | ------------ | ------ | ----- | ------- | ------- | ----- | ------------ | ------ | -------- |
| 2024   | Freudenberg KTM WorldSSP Team | KTM RC 390 R | 2      | –     | –       | –       | –     | –            | 10     | 28.      |
| Gesamt | Gesamt                        | Gesamt       | 2      | 0     | 0       | 0       | 0     | 0            | 10     |          |